# Ernst Nilsson
Ernst Hilding Waldemar Nilsson, né le 10 mai 1891 et mort le 11 février 1971, est un lutteur suédois dans la catégorie poids lourds qui a participé aux jeux Olympiques d'été de 1912, 1920 et 1924. Il a remporté une médaille de bronze en lutte libre en 1920 et s'est classé quatrième-cinquième dans le concours libre de lutte Gréco-Romaine en 1924. Ernst Nilsson a remporté deux titres de champion du monde de lutte Gréco-Romaine, en 1913 et 1922,